# اوبری-دو-اینو
اوبری-دو-اینو (به فرانسوی: Aubry-du-Hainaut) یک کمون در فرانسه است که در canton of Valenciennes-Nord واقع شده‌است. اوبری-دو-اینو ۴٫۳۲ کیلومتر مربع مساحت دارد ۳۰ متر بالاتر از سطح دریا واقع شده‌است.